# 歧伞菊属
歧伞菊属（学名：Thespis）是菊科下的一个属，为一年生草本植物。该属共有4种，分布于亚洲。